# Thám tử lừng danh Conan: Nàng dâu Halloween
Thám tử lừng danh Conan: Nàng dâu Halloween (Nhật: 劇場版『名探偵コナン ハロウィンの花嫁』 Hepburn: Gekijō-Ban Meitantei Konan: Harowin no Hanayome) là phim điện ảnh anime trinh thám năm 2022 của Nhật Bản dựa trên nguyên tác là bộ manga Thám tử lừng danh Conan của hoạ sĩ Aoyama Gōshō. Phim do Mitsunaka Susumu đạo diễn, dựa trên phần kịch bản do Okura Takahiro chấp bút. Tác phẩm do TMS Entertainment chịu trách nhiệm sản xuất và Toho Company, Ltd. đảm nhiệm vai trò phân phối. Đây là phần phim thứ 25 của loạt phim, sau Thám tử lừng danh Conan: Viên đạn đỏ (2021). Phim dự kiến phát hành tại Nhật Bản vào ngày 15 tháng 4, 2022 và được khởi chiếu tại Việt Nam vào ngày 22 tháng 7 năm 2022.

## Nội dung
Shibuya, Tokyo, nhộn nhịp không khí lễ hội Halloween. Một đám cưới được tổ chức ở Shibuya Hikarie, nơi Miwako Sato đang mặc váy cưới. Trong khi Conan và những vị khách được mời khác đang xem, một kẻ tấn công bất ngờ xông vào, và Wataru Takagi, người đang cố gắng bảo vệ Sato, bị thương. Takagi sống sót và tình hình đã ổn, nhưng trong mắt Sato, hình ảnh của thần chết mà cô đã thấy khi Matsuda Jinpei, người đàn ông cô yêu, đã bị giết trong một loạt vụ đánh bom ba năm trước hiện lên.
Đồng thời, thủ phạm của các vụ đánh bom đã trốn thoát khỏi nhà tù. Đây thực sự là một sự trùng hợp. Furuya Rei, một thành viên của cảnh sát bảo an, đang truy lùng kẻ đã giết bạn cùng lớp của mình, nhưng một kẻ bí ẩn giả dạng đột nhiên xuất hiện và đặt một quả bom vào cổ của anh ta.
Conan đến nơi trú ẩn dưới lòng đất nơi Amuro đang ẩn náu để giải quyết quả bom, và nghe về một sự cố cách đây ba năm khi những người bạn cùng lớp của anh ta đã qua đời ở học viện cảnh sát trong lúc gặp phải một kẻ đánh bom ảo không xác định tên là "Plamya" ở Shibuya. Khi Conan và nhóm của anh ấy đang điều tra, một bóng đen đáng lo ngại bắt đầu hiện ra trước mặt họ.

## Lồng tiếng
- Takayama Minami vai Edogawa Conan[7]
- Yamazaki Wakana vai Mōri Ran
- Koyama Rikiya vai Mōri Kogorō
- Furuya Tōru vai Furuya Rei
- Takagi Wataru vai Takagi Wataru
- Yuya Atsuko vai Satō Miwako
- Ogata Kenichi vai Agasa Hiroshi
- Iwai Yukiko vai Yoshida Ayumi
- Takagi Wataru vai Kojima Genta
- Ōtani Ikue vai Tsuburaya Mitsuhiko
- Hayashibara Megumi vai Haibara Ai
- Tobita Nobuo vai Kazami Yūya
- Kanna Nobutoshi vai Matsuda Jinpei[8]
- Miki Shinichiro vai Hagiwara Kenji
- Fujiwara Keiji vai Date Wataru
- Midorikawa Hikaru vai Morofushi Hiromitsu
- Shiraishi Mai vai Elenka Lavrentieva
Thủ lĩnh một biệt đội cơ động của Nga, đang tìm kiếm Matsuda Jinpei sau một tai nạn trong quá khứ. Shiraishi là vai lồng tiếng khách mời đặc biệt của phần phim, đồng thời đây cũng là lần đầu tiên nữ ca sĩ thử sức với vai trò lồng tiếng. Vì là một nhân vật người Nga nên Shiraishi cũng sẽ nói tiếng Nga trong tác phẩm.[9] Về việc lựa chọn diễn viên lồng tiếng cho nhân vật này, các nhà sản xuất cho biết họ tập trung tìm một chất giọng có "sức mạnh nội tâm", và Shiraishi đã thể hiện vai diễn với "khả năng tập trung và phản ứng xuất sắc", trong đó phần nói tiếng Nga được phát âm tốt "chỉ sau vài lần" tập luyện.[9][10]

## Sản xuất
- Nguyên tác: Gosho Aoyama[1]
- Đạo diễn: Mistunaka Susumu
- Kịch bản: Takahiro Ohkura
- Hoạt hình: TMS Entertainment[11]
- Phân phối: Toho

Tựa đề của bộ phim – Thám tử lừng danh Conan: Nàng dâu Halloween – được công bố vào ngày 1 tháng 12 năm 2021. Nhà soạn nhạc Kanno Yūgo chịu trách nhiệm thực hiện phần nhạc nền cho phim, dưới sự cố vấn của Ohno Katsuo – tác giả thường xuyên cho phần nhạc nền của anime cũng như phim điện ảnh Thám tử lừng danh Conan. Kanno cho biết anh "mất ngủ nhiều ngày" để thực hiện công việc này, đồng thời nhận định phần khó nhất đối với anh là quá trình biên khúc lại bản nhạc nền chủ đề gốc mà Ohno thực hiện cho loạt anime. Bài hát chủ đề của bộ phim là "Chronostasis" do ban nhạc Bump of Chicken trình bày.

## Tiếp thị

### Quảng bá
Ngày 26 tháng 10 năm 2021, hình ảnh quảng bá đầu tiên cho Thám tử lừng danh Conan: Nàng dâu Halloween đã được đăng tải trên các kênh truyền thông chính thức, trong đó thể hiện năm thành viên của Học viện Cảnh sát Tokyo mặc trang phục hóa trang trong một sự kiện Halloween ở khu Shibuya, Tokyo; sau mỗi ngày, các nhân vật trong hình ảnh sẽ lần lượt biến mất theo thứ tự mốc thời gian từng người qua đời trong bộ truyện gốc – kèm theo đó là tên và lý do từng nhân vật chết. Kênh TikTok chính thức của dự án điện ảnh cũng được ra mắt chỉ tại thị trường Nhật Bản, với các hiệu ứng Halloween độc quyền xuất hiện giới hạn đến hết tháng 11 cùng năm.
Ngày 1 tháng 12 năm 2021, cùng với tựa đề chính thức của phim, một áp phích do chính tác giả Aoyama Gōshō vẽ được công bố, với hình ảnh của hai nhân vật cảnh sát Sato Miwako và Takagi Wataru cùng năm nhân vật từ Học viện Cảnh sát Tokyo; một đoạn teaser dài 30 giây cũng được đăng tải hai ngày sau đó. Trailer đầu tiên dài 60 giây được đăng tải vào ngày 23 tháng 12 cùng năm, trong đó sử dụng phần nhạc nền do Kanno Yūgo thực hiện. Các hoạt động truyền thông cho bộ manga cũng tập trung thể hiện hình ảnh năm hành viên của Học viện Cảnh sát Tokyo, trong đó bao gồm thiệp chúc mừng năm mới do tác giả Aoyama vẽ. Ngày 2 tháng 2 năm 2022, áp phích chính thức của phim được công bố. Trailer thứ hai của phim được đăng tải vào ngày 14 tháng 2 năm 2022, trong đó có sử dụng bài hát chủ đề "Chronostasis" của Bump of Chicken.
Đối với mảng tiếp thị truyền thống, một sự kiện trải nghiệm kết hợp ba yếu tố rạp chiếu, giải đố và triển lãm mang tên Meitantei Conan Live Museum: Halloween no Okurimono được tổ chức tại Bảo tàng Roppongi ở Minato, Tokyo từ ngày 11 tháng 2 đến ngày 5 tháng 6 năm 2022, cùng với đó một số mặt hàng lưu niệm giới hạn được bày bán độc quyền. Dù nội dung sự kiện có liên quan trực tiếp tới bộ phim, không có tình tiết nào trong phim được tiết lộ trước. Một quán cà phê mang tên Kissa Halloween no Okurimono được mở bán ở không gian bảo tàng trong suốt thời gian triển lãm, với một số món tráng miệng được lấy ý tưởng từ các nhân vật trong bộ phim. Ngoài ra, một không gian mang tên Meitantei Conan World cũng được tổ chức trong khuôn viên của Universal Studios Japan từ ngày 4 tháng 3 đến ngày 28 tháng 8 năm 2022, trong đó bao gồm trò chơi nhập vai giải đố Meitantei Conan the Escape: Halloween no Genei – lấy bối cảnh một ngày trước thời điểm diễn ra các sự kiện trong phim.
Bảy điểm cà phê Detective Conan Cafe bắt đầu mở bán giới hạn từ ngày 1 tháng 4 năm 2022 tại bốn thành phố Tokyo, Ōsaka, Nagoya và Sapporo, lấy chủ đề "POLICE × CAFETERIA", với các món ăn nguyên gốc lấy ý tưởng từ các nhân vật cảnh sát và hoa anh đào, cùng các mặt hàng lưu niệm độc quyền. Toà nhà Sunshine City ở khu thương mại Ikebukuro, Tokyo thì hợp tác để tổ chức sự kiện Meitantei Conan: Hideo Tsudou Tenkū Toshi (Sunshine City) trong hơn hai tháng kể từ ngày 8 tháng 4 năm 2022, trong đó người tham gia sự kiện cần phải giải các chuỗi câu đố để nhận được thẻ quà tặng độc quyền. Một sự kiện thực tế ảo với sự tham gia của Takayama Minami và Furuya Tōru được tổ chức vào ngày 25 tháng 3 tại khu "Shibuya ảo" trên Metaverse, trong đó hai diễn viên lồng tiếng sẽ chia sẻ về những điểm nhấn trong phim.

### Manga và anime truyền hình
Nhằm mục đích quảng bá cho Thám tử lừng danh Conan: Nàng dâu Halloween, tập anime đầu tiên chuyển thể từ manga ngoại truyện Thám tử lừng danh Conan: Hồi ức ở Học viện Cảnh sát Tokyo – với nội dung xoay quanh nhân vật Furuya Rei cùng bốn người bạn cùng lớp vào thời điểm bảy năm trước bối cảnh của manga, khi họ còn theo học tại Học viện Cảnh sát Tokyo – bắt đầu được phát sóng từ ngày 4 tháng 12 năm 2021, dưới danh nghĩa là tập phim thứ 1029 của anime Thám tử lừng danh Conan. Tập phim thứ 304 của anime Thám tử lừng danh Conan được phát sóng lần đầu từ năm 2003 với thời lượng 2 tiếng – chuyển thể từ Vụ án 12 triệu con tin chấn động sở cảnh sát khi nhân vật Matsuda Jinpei xuất hiện lần đầu tiên – đã được chỉnh sửa kỹ thuật số thành phiên bản "Remastered" và phát sóng lại từ ngày 18 tháng 3 năm 2022 dưới dạng tách rời làm bốn tập riêng biệt.
Dự án phim anime đặc biệt Meitantei Conan: Honchō no Keiji Koi Monogatari – Kekkon Zenya – tổng hợp lại nội dung sáu vụ án trong anime Thám tử lừng danh Conan liên quan đến chuyện tình của hai nhân vật Takagi Wataru và Satō Miwako – được lên sóng truyền hình vào ngày 15 tháng 4 năm 2022, trong đó phần lồng tiếng sẽ được thu âm mới hoàn toàn. Tập đặc biệt này do Miyashita Jiyunichi biên kịch, với một phân cảnh gốc ở cuối phim nhằm tạo sự liên kết với Thám tử lừng danh Conan: Nàng dâu Halloween.

### Hàng hoá ăn theo
Nhiều loại mặt hàng đã được mở bán nhằm mục đích tiếp thị cho Thám tử lừng danh Conan: Nàng dâu Halloween, trong đó hình in trên các sản phẩm tập trung vào các nhân vật cảnh sát và năm thành viên của Học viện Cảnh sát Tokyo. Trang Anibus bắt đầu mở đặt hàng các stand, móc khoá nhựa acrylic và bìa hồ sơ dạng trong từ giữa tháng 12 năm 2021, trong khi đó một bộ sưu tập bút bi, bìa hồ sơ dạng trong và bọc hộ chiếu da cũng được Animo mở đặt hàng từ tháng 1 năm 2022. Trang Animate thì mở một hội chợ đặt hàng trực tuyến vào cuối tháng 2 năm 2022, trong đó ra mắt dòng sản phẩm chủ lực là bìa hồ sơ, stand, huy hiệu, nhãn dán và khăn tắm thể thao, còn trang Liberitas Dream thì bày bán mặt hàng bình thảo mộc, tinh dầu thơm, chân đế sạc không dây in hình các nhân vật quan trọng của phim. Một chiến dịch hợp tác nhiều đợt đã được chuỗi nhà hàng Kura Sushi thực hiện, trong đó các mặt hàng lót giấy shitajiki, bìa hồ sơ và vở viết in hình nhân vật trong phim được bày bán tại tất cả các chi nhánh của chuỗi nhà hàng. 29 chi nhánh thuộc chuỗi cửa hàng bách hoá Tokyu Hands bắt đầu bày bán độc quyền các mặt hàng huy hiệu, sổ, cốc và postcard từ ngày 8 tháng 4 năm 2022.

## Phát hành
Thám tử lừng danh Conan: Nàng dâu Halloween được công chiếu tại Nhật Bản từ ngày 15 tháng 4 năm 2022. Pháp là thị trường nước ngoài đầu tiên khởi chiếu bộ phim, với ngày công công chiếu từ ngày 18 tháng 5 năm 2022 với tên Detective Conan: La Fiancée de Shibuya. Tại Việt Nam, phim công chiếu từ ngày 22 tháng 7 năm 2022.

## Đón nhận

### Doanh thu phòng vé
Tại Việt Nam, phim thu về gần 24 tỉ VND sau ba ngày cuối tuần ra mắt cùng một ngày chiếu sớm vào thứ Năm, với khoảng 291.000 lượt khán giả ra rạp, trở thành tác phẩm dẫn đầu phòng vé tuần. Con số này cũng giúp Thám tử lừng danh Conan: Nàng dâu Halloween trở thành phim điện ảnh Thám tử lừng danh Conan có doanh thu dịp cuối tuần ra mắt cao nhất, cũng như phim anime có doanh thu dịp cuối tuần ra mắt cao nhất mọi thời đại tại thị trường Việt Nam – vị trí vốn trước đó thuộc về Doraemon: Nobita và cuộc chiến vũ trụ tí hon 2021 (2022) với 21 tỷ VND ra mắt. Trong dịp cuối tuần thứ hai, phim thu về thêm 7,5 tỷ VND, nâng tổng doanh thu phim đạt được tại thị trường này lên 45,6 tỷ VND.